# Tadeusz Czajka (pisarz)
Tadeusz Czajka (ur. 4 lutego 1920, zm. 11 marca 2007) – polski prozaik, autor wspomnień, nauczyciel, oficer AK.

## Życiorys
W latach 1924–1938 mieszkał w Zamościu. Tu ukończył Gimnazjum im. Jana Zamoyskiego. Od grudnia 1939 jako członek ZWZ, a później AK, uczestniczył w działalności konspiracyjnej na Zamojszczyźnie. Aresztowany w 1943 więziony na Zamku Lubelskim i w obozie na Majdanku, skąd w 1944 uciekł wraz z grupą więźniów. Po ucieczce z obozu działał w partyzantce. W latach 1944–1945 studiował na Politechnice Wrocławskiej.

Od 1959 roku pracował w Technikum Budowlanym w Lublinie, a od 1970 – w Wyższej Szkole Inżynierskiej (następnie w Politechnice Lubelskiej).

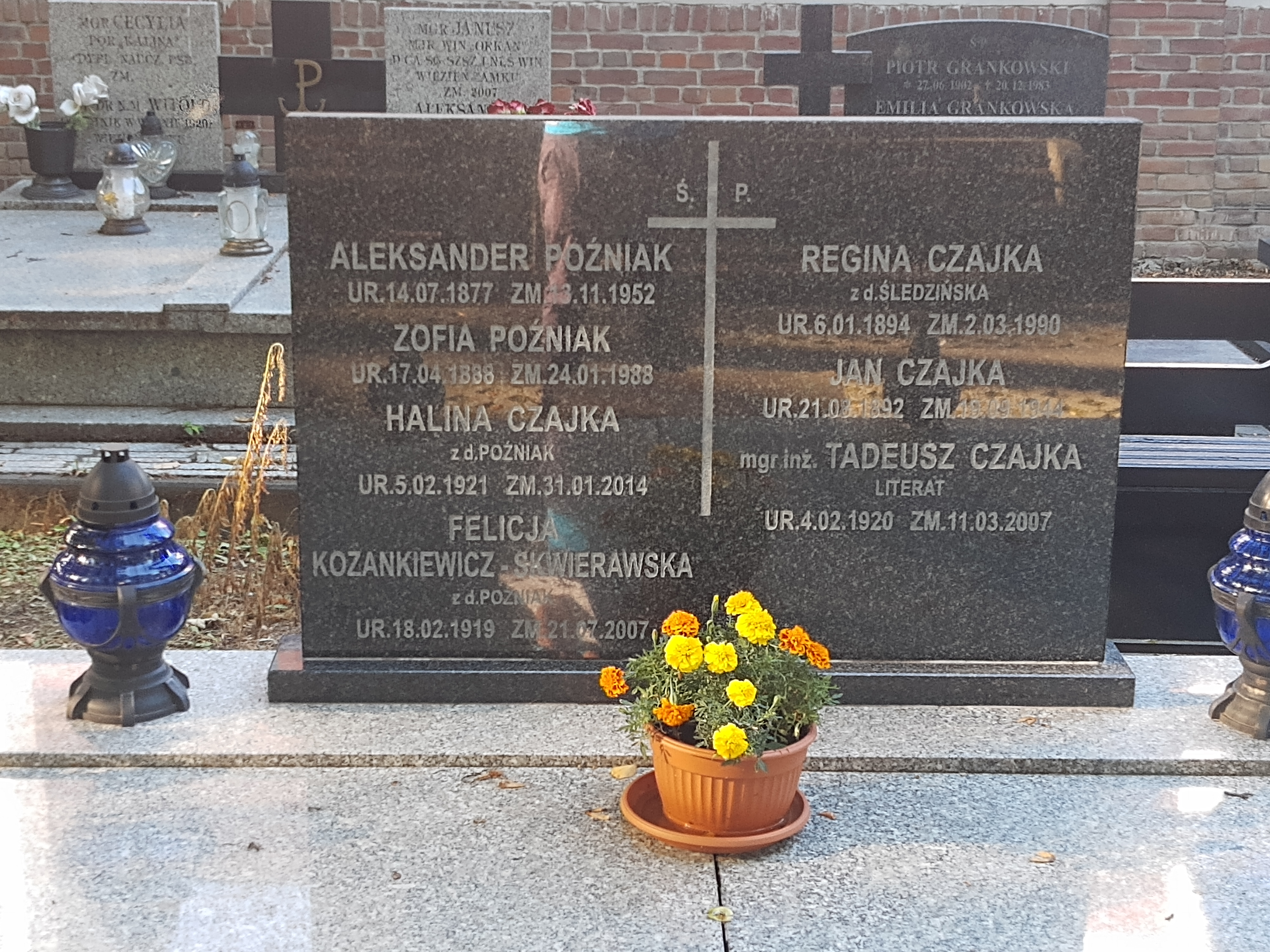
Grób Tadeusza Czajki na cmentarzu przy ul. Lipowej

Był członkiem Związku Literatów Polskich oraz Towarzystwa Opieki nad Majdankiem, autorem książek, podręczników i artykułów w prasie lokalnej. Napisał m.in.:
- wspomnienia:
  - „Czerwone punkty” (1962)
  - „Zielone kręgi” (1968)
- tom opowiadań „Zabłąkani” (1971)
- powieści:
  - „Sny i przebudzenia” (1973)
  - „Cień Piotra” (1976)
  - „Twój i mój świat” (1979)
  - „Rozmowy z Mateuszem” (1986)
  - „Historia rodzinna” (1991)
  - „Wczasy w Niemczech czyli o tym co łączy i dzieli” (1996).

Redagował opracowanie „Pamięć Majdanka w fotografii” (1981).
Był laureatem I nagrody im. Józefa Czechowicza (1966) oraz nagrody literackiej im. Bolesława Prusa (1972).
Pochowany w części ewangelickiej cmentarza przy ulicy Lipowej w Lublinie (kwatera 4-1-32).